# 呼廚泉
呼廚泉（？—？），中國東漢汉献帝、三國時期匈奴單于。南匈奴單于羌渠之子，於夫羅之弟。

## 生平
因兄被逐，不得归国，屡遭鲜卑扰掠。汉献帝初平六年（195年），於夫羅單于歿後，呼廚泉成為了單于，居平阳，卷入中原群雄混战。於夫羅單于曾與曹操作戰，並在戰敗後歸順了曹操，不過於建安七年（202年），他又在平陽對曹操發動叛亂，响应袁尚，後被司隶校尉鍾繇軍隊擊敗，再度向曹操投降。建安十一年（206年），曹操征并州高干，高干入匈奴求救，呼廚泉单于拒绝。
汉献帝建安二十一年（216年），呼廚泉率诸王入東漢朝覲汉献帝時，被授予官職，因此他就被留在鄴城（今河北临漳县邺镇），作為人質。而匈奴事務則交匈奴的右賢王劉去卑整頓。所受每年给物如同列侯，子孙传袭其号。族众被分为五部，散居各郡县，每部立贵族为帅，选汉人为司马监督。从此，单于徒有虚号，无实际控制地域，南匈奴不再是统一势力。
220年，曹丕稱帝後，呼廚泉更被授魏璽綬、青蓋車和寶劍等。呼廚泉去世時間不詳。
後來的漢國帝劉淵就是於夫羅之孫，也就是呼廚泉的侄孫。